# ناجي جيتر
ناجي أنتوني جيتر (بالإنجليزية: Nadji Anthony Jeter)‏ من مواليد 18 أكتوبر 1996 في أتلانتا، جورجيا، هو ممثل أمريكي. معروف بتقديمه التقاط الصوت والحركة لسام في لعبة فيديو الحركة والمغامرة ذا لاست أوف أس (2013) و مايلز موراليس في العديد من مشاريع مارفل كومكس منذ عام 2017. ورشح لجائزة جائزة الأكاديمية البريطانية للألعاب لأداء دور قيادي لأدائه كـ كومكس في لعبة فيديو 2020 سبايدرمان: مايلز موراليس.
في سن مبكرة ، لاحظ والديه أنه موهوب في الرقص والتمثيل والكوميديا. في سن التاسعة ، أدى دور راقص في مؤسسة حاجز نيو لوك غالا. كما أدى دور التميمة الراقصة لـ أتلانتا هوكس من إن بي أي. انتقل إلى لوس أنجلوس في عام 2007 لمتابعة مسيرته المهنية.

## روابط خارجية
- نادجي رمي على موقع IMDb (الإنجليزية)
- نادجي رمي على موقع ميتاكريتيك (الإنجليزية)
- نادجي رمي على موقع روتن توميتوز (الإنجليزية)
- نادجي رمي على موقع قاعدة بيانات الأفلام العربية
- نادجي رمي على موقع ألو سيني (الفرنسية)
- نادجي رمي على موقع أول موفي (الإنجليزية)
- نادجي رمي على موقع قاعدة بيانات الأفلام السويدية (السويدية)
- نادجي رمي على موقع قاعدة بيانات الفيلم (الإنجليزية)
- نادجي رمي على موقع كينوبويسك (الروسية)